# 4838 Billmclaughlin
4838 Billmclaughlin eller 1989 NJ är en asteroid i huvudbältet som upptäcktes 2 juli 1989 av den amerikanske astronomen Eleanor F. Helin vid Palomar-observatoriet. Den är uppkallad efter William I. McLaughlin.
Asteroiden har en diameter på ungefär 10 kilometer.